# 성형외과

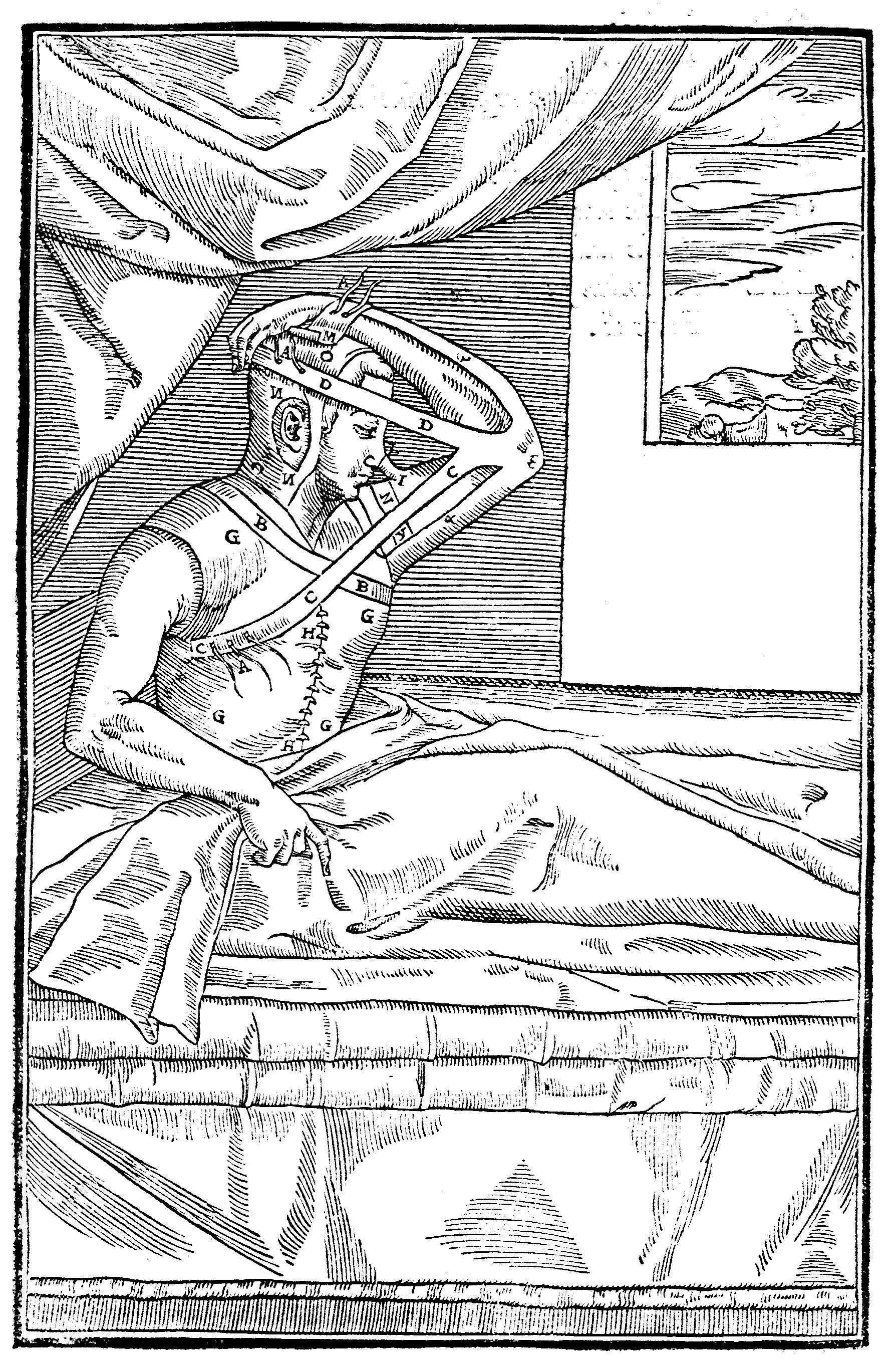
가스파레 탈리아코치의 "(이식에 의한 절단 수술에 관한)"(1597)의 드 커르토룸 치루르지아의 조각

성형외과(成形外科, plastic surgery)는 인체의 복원, 재건 또는 변형을 다루는 외과의 전문 분과이다. 크게 재건 수술(reconstructive surgery)과 미용 수술(cosmetic surgery)의 두 가지 주요 범주로 나눌 수 있다. 재건 수술은 신체 부위를 복원하거나 기능을 개선하는 데 중점을 둔 것으로, 두개안면 수술, 수부(手部) 수술, 미세 수술, 화상 치료 등이 여기 속한다. 반면, 미용 수술은 신체의 외형을 개선하는 데만 초점을 맞춘다.
성형외과만이 다루는 특정한 해부적 대상이 없고, 거의 모든 외과 전문 분야와 겹치는 특징이 있어 성형외과를 포괄적으로 정의하는 것은 어렵다. 성형외과의 중요한 특징 중 하나는 조직 이동 기술을 필요로 하거나 필요할 수 있는 상태를 치료하는 데 관여한다는 점이다.

## 역사
부러진 코를 성형으로 복원하는 치료는 기원전 약 1600년경에 작성된 이집트의 외상 수술 교과서인 《에드윈 스미스 파피루스》에서 처음 언급되었다. 재건 수술 기술은 기원전 800년경에 이미 인도에서 시행되고 있었다. 기원전 6세기에는 의사 수슈루타(Sushruta)가 성형외과와 백내장 수술을 시도한 바 있다.

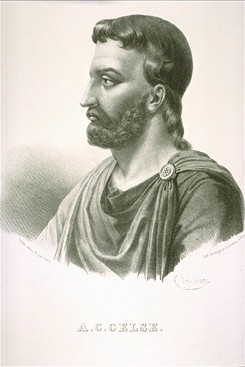
서기 1세기경 성형외과 시술에 대한 기록을 남긴 로마의 아울루스 코르넬리우스 켈수스

로마인들은 기원전 1세기경부터 단순한 미용 수술을 할 수 있었다. 대표적인 예로 손상된 귀를 복원하는 수술이 있었다. 그러나 종교적 이유로 인간이나 동물을 해부하지 않았기 때문에, 그들의 의학적 지식은 전적으로 그리스 선조들의 문헌에 의존했다. 그럼에도 불구하고, 아울루스 코르넬리우스 켈수스는 정확한 해부학적 설명을 남겼으며, 특히 생식기와 골격에 대한 기록은 현대의 성형외과와 비슷한 관점에서 기록되었다.
750년경 아바스 칼리파 시대에 아랍인들은 보다 고등한 수준의 성형외과적 수술을 집도하였다. 이러한 아랍 문헌들은 중개자를 통해 유럽으로 전해졌다. 이탈리아에서는 시칠리아의 브랑카(Branca) 가문과 볼로냐의 가스파레 탈리아코치(Gaspare Tagliacozzi)가 고대 인도의 수슈루타의 기술에 흥미를 갖고 이를 발전시켰다.
모든 외과 분야에서 아랍의 의사, 외과의, 화학자였던 알자흐라위(Al-Zahrawi)는 비단으로 만든 실로 상처를 봉합하여 미용적으로 좋은 결과를 얻는 방법을 언급하였다. 그는 여유증을 치료하기 위해 최초의 유방축소술을 시행하였고 기록을 남겼다. 또한, 소작술과 상처 관리와 같은 기본 외과 기술에 대해서도 상세히 설명하였다.
영국의 의사들은 인도의 코성형술(rhinoplasty)이 시행되는 모습을 보기 위해 인도를 방문하였다. 1794년, 《젠틀맨스 매거진》에는 인도의 쿠마르(Kumhar, 도예가) 바이디야(전통 의사)가 시행한 코 성형술에 관한 보고서가 실렸다. 조지프 콘스탄틴 카퓨(Joseph Constantine Carpue)는 인도에서 20년간 지역 성형외과 기법을 연구하였으며, 1815년 서양에서 최초의 주요 성형 수술을 성공적으로 수행하였다. 또한, 수슈루타 삼히타(Sushruta Samhita)에 기술된 도구들은 서양에서 추가적으로 개량되었다.
성형(plastic)이란 말은 독일의 자이스(Zeis)에 의해 1983년 처음 기술되었다. 어원은 그리스어 낱말 고대 그리스어: plasticos 플라스티코스[*]로, 형태를 만든다는 뜻이다.
1,2차 세계대전을 겪으면서 외과학문을 크게 발전시키는 계기가 되었고 성형외과도 그 필요성이 증가함에 따라 급속한 발전을 하게 되었다. 그러나 이미 1809년 베를린의 본그라페(Von Grafe)는 안검성형술을 시도하였고 성형외과의 아버지라 불리는 뉴질랜드 태생의 영국 길리스(Gillies)는 재건수술과 미용수술에 막대한 업적을 남겼으며 미국의 페리 스미스(Ferris Smith), 뉴질랜드의 리스돈(Risdon)등은 근대 성형외과학의 발전에 중요한 역할을 하였다. 20세기 후반부에는 눈부신발전을 거듭하여 미세수술(microsurgery) 두개안면성형수술(craniofacial surgery)이 발전하였고 길리스( Gillies )의 제자였던 이스라엘의 아이작 카플란(Issac Kaplan) 교수
가 이산화탄소 레이저를 만들어 성형외과 분야에 도입함으로 인하여 레이저외과가 시작되었다. 그 영향으로 인하여 최근에는 레이저 성형수술의 새로운  전성시대를 맞이하고 있으며 여러 분야에 그 응용이 기대되고 있다.

## 다섯 가지 중요한 원칙(5A)
1. 무균적조작 ( Aseptic Technique)
2. 최소한의 조직손상(Atraumatic Technique)
3. 정확한 조직봉합(Accurate Approximate)
4. 최소한의 조직 긴장도 (Abscence of Tension)
5. 열린 창상을 없앤다.(Avoidance of raw surface)

## 분야
성형외과가 다루는 분야는 상당히 광범위하고 다양하나 공통점을 찾아본다면 피부 및 그 부속기와 관련되는 부분이 많고 미용수술과 재건수술이 대부분인 만큼 창상치유가 가장 효과적으로 만족스럽게 되게 하는 것이 주 목표라고 할 수 있겠다.
- 피부변(Flap)
- 선천성 기형
- 구순구개열, 언청이
- 악안면손상
- 두경부재건
- 안검성형 안건하수 눈썹 재건
- 코성형
- 안면부 근육 구순, 협부 재건
- 구강종양
- 외비 안부 안면부 두피
- 외이의 기형
- 화상 및 한냉손상
- 방사선 손상, 전기화상 및 피부암
- 혈관종, 피부종양
- 비후성 반흔 켈로이드 및 문신
- 수지화상 수부손상 절단 및 감염
- 수부 및 전완부 및 신경손상
- 수부재접합 및 재혈행화
- 유방 복부 및 신체외형수술
- 욕창
- 임파부종
- 성기
- 조직확장 및 레이저외과

## 나라별 성형 수술
| 순위 | 국가     | 건수  |
| ---- | -------- | ----- |
| 1    | 미국     | 6,133 |
| 2    | 브라질   | 5,473 |
| 3    | 중국     | 2,800 |
| 4    | 일본     | 2,302 |
| 5    | 인도     | 2,150 |
| 6    | 대한민국 | 2,054 |
| 7    | 러시아   | 2,000 |
| 8    | 멕시코   | 1,550 |
| 9    | 튀르키예 | 1,200 |
| 10   | 독일     | 1,101 |

## 참고 문헌
- 이영호저 성형외과학 도서출판 의학문화사 1993년 ISBN 89-85348-07-8

## 같이 보기
- 세계성형외과학회
- 세계미용성형외과학회
- 세계레이저의학회
- 레이저외과